# Kvantno stanje
U fizici, točnije kvantnoj mehanici, kvantno stanje jest matematički entitet koji utjelovljuje svo moguće znanje određenog kvantnog sustava. Kvantna mehanika specificira konstrukciju, evoluciju i mjerenje kvantnog stanja. Rezultat mjerenja jest predviđanje za sustav koji je opisan pripadajućim kvantnim stanjem. Poznavanje kvantnog stanja i pravila evolucije sustava u vremenu iscrpljuje sve što se može znati o kvantnom sustavu.
Kao alat za fiziku, kvantna stanja su izrasla iz stanja u klasičnoj mehanici. Klasično stanje sustava sastoji se od skupa dinamičkih varijabli s dobro definiranim stvarnim vrijednostima u svakom trenutku vremena.  Na primjer, stanje topovske kugle sastojalo bi se od njenog položaja i brzine.

## Valne funkcije
Valne funkcije opisuju stanje kvantnog sustava. Najčešći simbol za valnu funkciju je grčko slovo {\displaystyle \psi } psi. Valne funkcije su funkcije kompleksne varijable. Na primjer, valna funkcija može dodijeliti kompleksni broj svakoj točki prostoru. Bornovo pravilo pruža način za pretvaranje ovih složenih kompleksnih funkcija u funkcije gustoće vjerojatnosti. U jednom uobičajenom obliku, kaže da je kvadrat modula valne funkcije koji ovisi o položaju jednak gustoći vjerojatnosti mjerenja da se čestica nalazi na danom mjestu.
Također, kvantna stanja mogu se opisati pomoću vektora u određenom vektorskom prostoru, odnosno stanja se mogu opisati kao jedinični vektori u kompleksnom vektorskom prostoru {\displaystyle {\mathcal {H}}}, Hilbertovom prostoru. Te tako se valna funkcija može opisati pomoću ket vektora {\displaystyle |\psi \rangle }, prateći Diracovu  bra-ket notaciju.
Fizikalno mjerljiva distinktna stanja opisana su s ortonormalnim vektorima. Koliko mjerljivo različitih stanja sustav može ima, toliko različitih baznih vektora ima prostor {\displaystyle {\mathcal {H}}}. Distinktna stanja su ona koja se mogu jednoznačno odrediti i razlikovati mjerenjem sustava.

### Diskretna stanja
Diskretna stanja opisana su pomoću konačnodimenzionalnog Hilbertovog prostora.
Primjer sustava s dva stanja jest sustav kod kojeg se ne mari za poziciju ili količinu gibanja čestice, nego se promatra samo opisivanje njezinog spina.
Čestice sa spin brojem {\displaystyle s={\frac {1}{2}}}, fermioni, čestice koje tvore materiju (elektroni, protoni, neutino) mogu biti u samo dva stanja {\displaystyle |+\rangle } i {\displaystyle |-\rangle }. Ta stanja opisana su ortonormalnim vektorima u {\displaystyle {\mathcal {H}}}. Također, ta stanja su svojstveni vektori operatora spina {\displaystyle S_{z}}.
Općenito, sustav može biti u superpoziciji baznih stanja. Tako, stanje tog sustava može se opisati linearnom superpozicijom dvaju baznih vektora, koju razapinju Hilbertov prostor:

{\displaystyle |\psi \rangle =c_{+{\frac {1}{2}}}|+\rangle +c_{-{\frac {1}{2}}}|-\rangle }
koeficijenti {\displaystyle c_{+{\frac {1}{2}}}} i {\displaystyle c_{-{\frac {1}{2}}}} su kompleksni brojevi koji određuju amplitudu vjerojatnosti da će se sustav naći u jednom od stanja {\displaystyle |+\rangle } ili {\displaystyle |-\rangle }  prilikom mjerenja.
Svaki sustav koji je opisan dvodimenzionalnim Hilbertovim prostom matematički predstavlja kubit.

### Kontinuirana stanja
U određenom trenutku vremena sve vrijednosti valne funkcije {\displaystyle \Psi (x,t)} su komponente vektora. Ima ih nebrojeno beskonačno mnogo i integracija se koristi umjesto zbrajanja: 
{\displaystyle {|\Psi (t)\rangle =\int \Psi (x,t)|x\rangle dx}}

#### Slobodna čestica
Valna funkcija za slobodnu česticu u jednoj dimenziji s određenom količinom gibanja jest 
{\displaystyle \psi (x,t)=Ae^{i(kx-\omega t)}}
ovdje je  {\displaystyle k={\frac {p}{\hbar }}} , {\displaystyle \omega ={\frac {E}{\hbar }}} je kružna frekvencija, a
{\displaystyle A} je normalizacijska konstanta.

### Bornovo pravilo
Ukoliko fizikalna veličina koja je predstavljena linearnim operatorom {\displaystyle {\hat {A}}} ima kontinuirani spektar svojstvenih vrijednosti {\displaystyle |a\rangle }, tada je funkcija gustoća vjerojatnosti mjerenja {\displaystyle a} dana kao:

{\displaystyle \rho (a)=|\langle a|\psi \rangle |^{2}.}
gdje {\displaystyle |\langle |\rangle |} predstavlja unutarnji produkt (poopćenje skalarnog produkta).

Vjerojatnost dobivanja mjerenja u intervalu {\displaystyle [a,a+da]} je:
{\displaystyle P(a)da=|\langle a|\psi \rangle |^{2}da.}

Budući da ukupna vjerojatnost mora biti {\displaystyle 1}, valna funkcija zadovoljava:
{\displaystyle \int _{-\infty }^{\infty }|\langle a|\psi \rangle |^{2}da=1.}
Onda vjerojatnost se dobiva integriranjem funkcije gustoće vjerojatnosti 
{\displaystyle P(a_{1}\leq a\leq a_{2})=\int _{a_{1}}^{a_{2}}|\langle a|\psi \rangle |^{2}da}

#### Mjerenje položajax^{\displaystyle {\hat {x}}}
Gustoća vjerojatnosti mjerenja određene mjerljive veličine jednaka je kvadridanom modulu te veličine s valnom funkcijom.
Općenito za {\displaystyle 3D} slučaj vrijedi da je funkcija gustoće vjerojatnosti:
{\displaystyle {\displaystyle \rho (\mathbf {r} ,t)=|\langle r|\psi \rangle |^{2}=\psi ^{*}(\mathbf {r} ,t)\psi (\mathbf {r} ,t)=|\psi (\mathbf {r} ,t)|^{2},}}
Za {\displaystyle 1D} slučaj dobivamo
{\displaystyle \rho (x)=|\psi (x)|^{2},\quad {\text{gdje je }}\psi (x)=\langle x|\psi \rangle .}
Vjerojatnost pronalaska čestice u {\displaystyle [x,x+dx]} je:
{\displaystyle P(x)dx=|\psi (x)|^{2}dx.}
To znači da je vjerojatnost mjerenja čestice u intervalu {\displaystyle [a,b]}:

{\displaystyle P(a\leq x\leq b)=\int _{a}^{b}|\psi (x)|^{2}\,dx}
Budući da ukupna vjerojatnost mora biti 1, valna funkcija {\displaystyle \psi (x)} mora zadovoljiti uvjet normalizacije:
{\displaystyle \int _{-\infty }^{\infty }|\psi (x)|^{2}\,dx=1}